# Zulema Speranza
Zulema Speranza (n. 30 de enero de 1936, Capital Federal, Argentina) Fue una destacada actriz de radioteatro, teatro, cine y telenovelas. Ganadora del Martin Fierro a Mejor Actriz de Reparto en el año 1971 por la telenovela  Estación Retiro. Conocida por El Cuarteador, Rafael Heredia, El Gitano, No hace falta quererte y Simplemente María. 

## Reseña biográfica
Zulema Speranza se recibió en el Conservatorio Nacional, donde obtuvo los títulos de Profesora de arte escénico y declamación, así como de Profesora de piano, solfeo y teoría. Obtuvo una beca y continuó su formación en la Escuela de arte dramático de Roma.
Debutó en el cine en el año 1956 en la película Oro Bajo. Actuó en más de cuarenta producciones nacionales como actriz protagónica y de reparto, compartiendo cartel con actores como Rodolfo Beban, Enzo Bellomo, Elizabeth Killian, Enrique Fava, Nora Massi, Irma Roy. 
En el año 1971 recibió el premio Martín Fierro a Mejor Actriz de Reparto por su actuación en Estación Retiro.

## Obras más destacadas
- 1967 - Simplemente María.
- 1968 - Rafael Heredia El Gitano.
- 1970 - Festibiondi.
- 1971 - Alta comedia.
- 1971 - Estación Retiro.
- 1974 - Jacinta Pichimauida, la maestra que no se olvida.
- 1975 - El amor tiene cara de mujer.
- 1975 - No hace falta quererte.
- 1977 - El Cuarteador.